# Euphaedra edwardsii
Euphaedra edwardsii is een vlinder uit de onderfamilie Limenitidinae van de familie Nymphalidae. De wetenschappelijke naam van de soort is voor het eerst geldig gepubliceerd in 1845 door Jan van der Hoeven.